# Конвой H-20
Конвой H-20 — японський конвой часів Другої світової війни, проведення якого відбувалось у березні 1944-го.
H-20 належав до серії конвоїв, які в 1943—1944 роках ходили між важливим транспортним хабом у Манілі та островом Хальмахера зі складу Молуккського архіпелагу (північний схід Нідерландської Ост-Індії), який, зокрема, відігравав важливу роль у постачанні японських сил на заході Нової Гвінеї.
До складу конвою увійшли транспорти «Хозан-Мару», «Чінкай-Мару», «Фуйо-Мару» та «Фуджикава-Мару» (Fujikawa Maru), тоді як охорону забезпечував мисливець за підводними човнами CH-45.
3 березня 1944-го загін вийшов з Маніли, а 5—6 березня побував у Замбоанзі (західне завершення острова Мінданао). Хоча його маршрут пролягав через кілька районів, де традиційно патрулювали ворожі підводні човни, цього разу операція пройшла без інцидентів і 10 березня японський загін досягнув затоки Кау на острові Хальмахера.